# Землетрус у Вірменії (1679)
Землетру́с 1679 ро́ку у Вірме́нії (Гарні́йський землетру́с, Єрева́нський землетру́с) — потужний землетрус, що стався 4 червня 1679 року на околицях Ерівані (тоді у складі Перської імперії). Епіцентр лежав біля села Гарні. Магнітуда становила 6,4 (за іншими даними — 8). Потужність поштовхів досягала 9-10 балів. Вважають одним із найпотужніших землетрусів у історії Вірменії
Зруйновано населені пункти Норк, Канакер, Норагавіт, Нораґюх, Дзораґюх, частина з яких нині лежать у межах Єревана. Селище Гарні, що перебувало в епіцентрі, повністю знищено. У селищі Канакер загинуло 1228 осіб.
Землетрус зруйнував безліч будівель. В Ерівані зруйновано багато історичних споруд, серед яких Еріванська фортеця, церкви Погос-Петрос, Катогіке, Зоравор, Сурб Ованес Мкртич і Гефсиманська каплиця. Зруйновано язичницький храм Гарні I ст. н. е. Серед багатьох церков та монастирів, обернених на руїни, були монастирі Авуц-Тар, Святого Саргіса в селі Уші, Ованаванк, Ґегард та монастир Хор Вірап.
Пізніше ці події відобразив у пісні «Armenia» німецький гурт Einstürzende Neubauten.
Історик Закарія Канакерці так описував цей землетрус:
|  | 1128 (1679) року 4 червня вибухнув гнів Божий над Араратською країною, бо з гнівом приглянув Господь-Бог на свої творіння. У вівторок, після Вознесіння, о сьомій годині дня загуркотіла раптово земля, наче грім, а після гуркоту почала страшно тремтіти. Вся земля Араратська тремтіла і хиталася… Цей землетрус, який прийшов з боку Гарні, зруйнував усі будівлі та гарні житла, і монастирі, і церкви. Ось церкви, які було зруйновано: Ахчоцванк, Айріванк, Авуц-Тар, Трдатакерт, Хорвірап, Джрвез, Дзагаванк, три церкви в Ерівані, церкви в Норагавіті, Нораґюсі, Дзораґюсі, Норці, Гамрезі... |